# Frank Vorpahl
Frank Vorpahl (geb. 1963) ist ein deutscher Historiker, Autor, Journalist und Regisseur.

## Leben
Vorpahl promovierte in Kassel und arbeitet als Kulturredakteur beim ZDF. Er ist Autor und Regisseur zahlreicher historischer und literarischer Fernseh-Dokumentationen, wobei ihn seine Recherchen oft in die Südsee führten.
Vorpahl beschäftigte sich langjährig intensiv mit Georg Forster und James Cooks Südseeexpeditionen, wobei er 2007 eine illustrierte Neuausgabe von Georg Forsters Reise um die Welt initiierte, die in der Anderen Bibliothek erschien. 2018 veröffentlichte er Der Welterkunder. Auf der Suche nach Georg Forster. 2023 erschien von ihm Aufbruch im Licht der Sterne: Wie Tupaia, Maheine und Mai Captain Cook den Weg durch die Südsee erschlossen, womit auch die Frage nach einer bisherigen angemessenen Würdigung der drei Polynesier aufgeworfen wird.

## Publikationen
- Aufbruch im Licht der Sterne. 2023 (in Teilansicht)
- Schliemann und das Gold von Troja. 2021
- Der Welterkunder. Auf der Suche nach Georg Forster. 2018
- Die Berliner politischen Tageszeitungen in Nachmärz und „Neuer Ära“ (1850–1862). Lang, Frankfurt, M. 2011